# 山川愛理
山川 愛理（やまかわ あいり、2005年〈平成17年〉12月14日 - ）は、日本の女優。茨城県出身。seju（GROVE株式会社）所属。愛称は「あいりん」。

## 略歴
幼い頃、絵本の役を一人芝居することが好きだった。そこで両親に勧められたのが、女優になりたいと思ったきっかけ。
地元の劇団に所属していたとき、偶然居合わせたB・PRO関係者にスカウトされ、小学校2年生から6年生まで、B・PROに所属。その後次世代スターオーディションで合格し、株式会社レプロアスターに3期生として入所したが、レプロアスターの解散を機にレプロエンタテインメントに入所、2018年度生としてローファーズハイ!!メンバーとなる。
2019年8月3日、 ローファーズハイ!!メンバーとして、TOKYO IDOL FESTIVALのステージに立った。
2020年3月27日、ローファーズハイ!!のα星昇格が発表されたが、新型コロナウイルス（COVID-19）の影響でこれ以上の活動継続が困難となり、レプロエンタテインメントとの契約が終了となった。
2021年、プラチナムプロダクションに移籍し、Shibu3 projectグリーンクラスに加入。2022年4月1日付でブルークラスにクラス替えした。
2022年、SO GOOD!!シブヤ部のメンバーになる。
また同年には『超超十代シンデレラフェス』にて、カンコー委員会5期生となったことが発表された。翌2023年も引き続きカンコー委員会メンバーを務める。
しかし2023年初夏、Shibu3 projectの活動を辞退すると共にプラチナムプロダクションを退所。同年7月よりseju（GROVE株式会社）に移籍し、同年8月からはファッション雑誌『GIANNA Another』のレギュラーモデルを務めている。

## 人物
- 趣味は、乗馬、料理、スイーツ作り、ピアノ、携帯動画編集、景色の写真を撮る、1人芝居、読書
- 特技は、バレエ、ダンス、歌、タップダンス、綺麗に手を挙げる事、台湾風カステラ作り、スポーツ
- 5歳からずっとバレエを続けていて、中学校ではバレー部でもあった。
- 好きな色は、黒、白、ピンク
- 辛いものが苦手で、明太子は食わず嫌い、好きな食べ物は苺。
- 中学校1年生の時、アメリカにホームステイした経験がある。
- 身長が高いことを気にしており、ローファーズハイ!!時代に167cmあった身長が[1]、2023年現在は170.2cmとなっている。
- Shibu3 projectで初めてレコーディングに参加したのは、「ROLL CAKE」と「シブヤノオホシサマ」である[12]。

## 出演

### 舞台
- ふなっしーキッズダンサーズ（2014年12月20日、東京スカイツリータウンR4F スカイアリーナ）
- 東宝ハローミュージカル全国ツアー「王様と私」（2014年8月7日、8月17日、8月18日、8月22日）- 王女 役
- グリーンミュージカル「LADY BIRD LADY BIRD」（2017年）- ムシたち 役[動画 3][13]
- 「日之出神社に夜は来ない」（2022年8月25日 - 27日、新宿スターフィールド）- チームカガミ 玉森兎衣 (タマ子)役[14]
- RAW SPLAY produce まるかど企画第７回公演 『ありふれたスポットライトの光を束ねて』（2023年1月6日 - 9日、渋谷区文化総合センター大和田）- 岡野 智花 (おかの ともか) 役[15]
- 短編コメディプレイ「ポップスガールズ～バスケがしたいです編」（2023年5月12日、14日、新宿シアターブラッツ）- シュシュ組[16]
- 短編コメディプレイ「ポップスガールズ～なんてったっけ?アイドル編」（2023年10月11日 - 15日、新宿シアタープラッツ） - シュシュ組[17]

### イベント
- 【若手女優達がトークしたりするイベント】ネイキッドロフト横浜編 vol.27（2022年8月22日）[18]
- 【若手女優達がトークしたりするイベント】ネイキッドロフト横浜編 vol.29（2022年9月22日）[19]
- 【若手女優達がトークしたりするイベント】ネイキッドロフト横浜編 vol.37（2023年1月29日）[20]
- 10代集まれ in 札幌 おいしいミルクフェス（2023年3月24日）[21][22]

### テレビ
- 「おやじの背中」（2014年9月7日、第9話「父さん、母になる!?」TBSテレビ）
- 「流星ワゴン」（2015年、TBSテレビ）
- 「隣の家族は青く見える」（2018年2月1日、2月15日、2月22日、3月22日、フジテレビジョン）

### CM
- 「マクドナルド」ハッピーセット（2013年、ワールドカップ開催期間中）

### インターネット配信
- インスタドラマ「じゅわっと苦い」（2019年）
- プラチナムプロダクション ネットサイン会 （2021年2月20日）[動画 4]
- プラチナムプロダクション ネットサイン会 （2021年10月25日）[動画 5]
- Radiotalk「酒井貴浩の新・愛媛大陸」#40 ゲスト（2022年4月13日～配信）[23]

### MV
- てつ子「初恋」（2022年2月）- 梅宮音羽 役[動画 6][動画 7]

## 作品

### 雑誌
- 全日本美容業生活衛生同業組合連合会の「ZENBI」5月号表紙と紙面数ページのモデル[24]

### 動画
1. ↑   (日本語) Shibu3 project グリーンクラス New Face！！ 2022年5月8日閲覧。
2. ↑   (日本語) SO GOOD!!シブヤ部　メンバー紹介！【海老野 心・山川 愛理・世良 マリカ】 2022年5月9日閲覧。
3. ↑   (日本語) 【ミュージカル】2017年「LADYBIRD LADYBIRD」GREEN MUSICAL公演動画 2022年5月9日閲覧。
4. ↑   (日本語) プラチナムプロダクション ネットサイン会 2022年5月9日閲覧。
5. ↑   (日本語) プラチナムネットサイン会 10/25(日) 2022年5月9日閲覧。
6. ↑   (日本語) てつ子「初恋」ミュージックビデオ ～バイト先の先輩に恋をした女子高生の初恋物語～ 2022年5月9日閲覧。
7. ↑   (日本語) てつ子「初恋」ミュージックビデオ メイキング動画 ～バイト先の先輩に恋をした女子高生の初恋物語～ 2022年5月9日閲覧。